# BWF Super Series 2009
De BWF Super Series 2009 is het 3de seizoen van de BWF Super Series. Net als de vorige seizoenen bestaat het evenement uit twaalf toernooien en wordt het afgesloten door een Masters Finale.

## Schema
| Ronde | Officiële toernooinaam      | Stadion                             | Stad         | Datum        | Datum        | Prijzengeld US$ |
| Ronde | Officiële toernooinaam      | Stadion                             | Stad         | Start        | Einde        | Prijzengeld US$ |
| ----- | --------------------------- | ----------------------------------- | ------------ | ------------ | ------------ | --------------- |
| 1     | Malaysia Super Series       | Putra Indoor Stadium                | Kuala Lumpur | 6 januari    | 11 januari   | 200.000         |
| 2     | Korea Open Super Series     | Seoul National University Gymnasium | Seoul        | 13 januari   | 18 januari   | 300.000         |
| 3     | All England Super Series    | National Indoor Arena               | Birmingham   | 3 maart      | 8 maart      | 200.000         |
| 4     | Swiss Open Super Series     | St. Jakobshalle                     | Bazel        | 10 maart     | 15 maart     | 200.000         |
| 5     | Singapore Super Series      | Singapore Indoor Stadium            | Singapore    | 9 juni       | 14 juni      | 200.000         |
| 6     | Indonesia Super Series      | Bung Karno Stadium                  | Jakarta      | 16 juni      | 21 juni      | 250.000         |
| 7     | China Masters Super Series  | Olympic Sports Center Gymnasium     | Changzhou    | 15 september | 20 september | 250.000         |
| 8     | Japan Super Series          | Tokyo Metropolitan Gymnasium        | Tokio        | 22 september | 27 september | 200.000         |
| 9     | Denmark Super Series        | Arena Fyn                           | Odense       | 20 oktober   | 25 oktober   | 200.000         |
| 10    | French Super Series         | Stade Pierre-de-Coubertin           | Parijs       | 27 oktober   | 1 november   | 200.000         |
| 11    | Hong Kong Super Series      | Queen Elizabeth Stadium             | Hongkong     | 10 november  | 15 november  | 200.000         |
| 12    | China Open Super Series     | Yuan Shen Gymnasium                 | Shanghai     | 17 november  | 22 november  | 250.000         |
| 13    | Super Series Masters Finals | Johor Bahru City Stadium            | Johor Bahru  | 2 december   | 6 december   | 500.000         |

## Resultaten

### Winnaars
| Toernooi        | Mannen enkel  | Vrouwen enkel  | Mannen dubbel                  | Vrouwen dubbel                | Gemengd dubbel                                    |
| --------------- | ------------- | -------------- | ------------------------------ | ----------------------------- | ------------------------------------------------- |
| Maleisië        | Lee Chong Wei | Tine Rasmussen | Jung Jae-sung Lee Yong-dae     | Lee Hyo-jung Lee Kyung-won    | Nova Widianto Lilyana Natsir                      |
| Zuid-Korea      | Peter Gade    | Tine Rasmussen | Mathias Boe Carsten Mogensen   | Chien Yu Chin Cheng Wen-Hsing | Lee Yong-dae Lee Hyo-jung                         |
| All England     | Lin Dan       | Wang Yihan     | Cai Yun Fu Haifeng             | Zhang Yawen Zhao Tingting     | He Hanbin Yu Yang                                 |
| Zwitserland     | Lee Chong Wei | Wang Yihan     | Koo Kien Keat Tan Boon Heong   | Du Jing Yu Yang               | Zheng Bo Ma Jin                                   |
| Singapore       | Bao Chunlai   | Zhou Mi        | Anthony Clark Nathan Robertson | Zhang Yawen Zhao Tingting     | Zheng Bo Ma Jin                                   |
| Indonesië       | Lee Chong Wei | Saina Nehwal   | Jung Jae-sung Lee Yong-dae     | Chin Eei Hui Wong Pei Tty     | Zheng Bo Ma Jin                                   |
| China Masters   | Lin Dan       | Wang Shixian   | Guo Zhendong Xu Chen           | Du Jing Yu Yang               | Tao Jiaming Wang Xiaoli                           |
| Japan           | Bao Chunlai   | Wang Yihan     | Markis Kido Hendra Setiawan    | Ma Jin Wang Xiaoli            | Songphon Anugritayawon Kunchala Voravichitchaikul |
| Denemarken      | Simon Santoso | Tine Rasmussen | Koo Kien Keat Tan Boon Heong   | Pan Pan Zhang Yawen           | Joachim Fischer Nielsen Christinna Pedersen       |
| Frankrijk       | Lin Dan       | Wang Yihan     | Markis Kido Hendra Setiawan    | Ma Jin Wang Xiaoli            | Nova Widianto Lilyana Natsir                      |
| Hong Kong       | Lee Chong Wei | Wang Yihan     | Jung Jae-sung Lee Yong-dae     | Ma Jin Wang Xiaoli            | Robert Mateusiak Nadiezda Kostiuczyk              |
| China Open      | Lin Dan       | Jiang Yanjiao  | Jung Jae-sung Lee Yong-dae     | Tian Qing Zhang Yawen         | Lee Yong-dae Lee Hyo-jung                         |
| Masters Finales | Lee Chong Wei | Wong Mew Choo  | Jung Jae-sung Lee Yong-dae     | Wong Pei Tty Chin Eei Hui     | Joachim Fischer Nielsen Christinna Pedersen       |

### Overwinningen per land
| Land           | MAS | KOR | ENG | SUI | SIN | INA | CHN | JPN | DEN | FRA | HKG | CHN | SSF | Totaal |
| -------------- | --- | --- | --- | --- | --- | --- | --- | --- | --- | --- | --- | --- | --- | ------ |
| China          |     |     | 5   | 3   | 3   | 1   | 5   | 3   | 1   | 3   | 2   | 3   |     | 29     |
| Maleisië       | 1   |     |     | 2   |     | 2   |     |     | 1   |     | 1   |     | 3   | 10     |
| Zuid-Korea     | 2   | 1   |     |     |     | 1   |     |     |     |     | 1   | 2   | 1   | 8      |
| Denemarken     | 1   | 3   |     |     |     |     |     |     | 2   |     |     |     | 1   | 7      |
| Indonesië      | 1   |     |     |     |     |     |     | 1   | 1   | 2   |     |     |     | 5      |
| Chinees Taipei |     | 1   |     |     |     |     |     |     |     |     |     |     |     | 1      |
| Hongkong       |     |     |     |     | 1   |     |     |     |     |     |     |     |     | 1      |
| Engeland       |     |     |     |     | 1   |     |     |     |     |     |     |     |     | 1      |
| India          |     |     |     |     |     | 1   |     |     |     |     |     |     |     | 1      |
| Polen          |     |     |     |     |     |     |     |     |     |     | 1   |     |     | 1      |
| Thailand       |     |     |     |     |     |     |     | 1   |     |     |     |     |     | 1      |

## Eindrangschikking
| Plaats | Speler           | Toernooien | Punten |
| ------ | ---------------- | ---------- | ------ |
| 1      | Lee Chong Wei    | 10         | 68.240 |
| 2      | Peter Hoeg Gade  | 10         | 58.640 |
| 3      | Simon Santoso    | 11         | 52.400 |
| 4      | Lin Dan          | 6          | 49.640 |
| 5      | Chen Jin         | 8          | 47.160 |
| 6      | Park Sung-hwan   | 8          | 44.400 |
| 7      | Sony Dwi Kuncoro | 9          | 42.420 |
| 8      | Bao Chunlai      | 8          | 41.500 |
| 9      | Taufik Hidayat   | 6          | 38.460 |
| 10     | Jan Ø Jorgensen  | 8          | 37.320 |

| Plaats | Speler             | Toernooien | Punten |
| ------ | ------------------ | ---------- | ------ |
| 1      | Wang Yihan         | 10         | 72.520 |
| 2      | Pi Hongyan         | 12         | 56.040 |
| 3      | Wang Lin           | 9          | 53.460 |
| 4      | Tine Rasmussen     | 9          | 53.400 |
| 5      | Saina Nehwal       | 11         | 48.260 |
| 6      | Zhou Mi            | 9          | 45.140 |
| 7      | Jiang Yanjiao      | 7          | 44.840 |
| 8      | Lu Lan             | 8          | 41.640 |
| 9      | Adrianti Firdasari | 11         | 39.780 |
| 10     | Salakjit Ponsana   | 9          | 31.200 |

| Plaats | Speler                                        | Toernooien | Punten |
| ------ | --------------------------------------------- | ---------- | ------ |
| 1      | Kien Keat Koo Boon Heong Tan                  | 10         | 61.360 |
| 2      | Markis Kido Hendra Setiawan                   | 9          | 56.320 |
| 3      | Mathias Boe Carsten Mogensen                  | 8          | 54.140 |
| 4      | Jung Jae-sung Lee Yong-dae                    | 6          | 46.820 |
| 5      | Lars Paaske Jonas Rasmussen                   | 9          | 45.240 |
| 6      | Anthony Clark Nathan Robertson                | 8          | 40.160 |
| 7      | Guo Zhendong Xu Chen                          | 8          | 38.780 |
| 8      | Alvent Yulianto Chandra Hendra Aprida Gunawan | 9          | 37.750 |
| 9      | Muhammad Ahsan Bona Septano                   | 10         | 34.800 |
| 10     | Yonathan Suryatama Dasuki Rian Sukmawan       | 9          | 32.460 |

| Plaats | Speler                                  | Toernooien | Punten |
| ------ | --------------------------------------- | ---------- | ------ |
| 1      | Chin Eei Hui Wong Pei Tty               | 10         | 55.880 |
| 2      | Cheng Shu Zhao Yunlei                   | 8          | 49.920 |
| 3      | Ha Jung-eun Kim Min-jung                | 8          | 47.220 |
| 4      | Du Jing Yu Yang                         | 6          | 46.840 |
| 5      | Ma Jin Wang Xiaoli                      | 5          | 39.060 |
| 6      | Lee Hyo-jung Lee Kyung-won              | 6          | 37.100 |
| 7      | Cheng Wen Hsing Chien Yu Chin           | 5          | 33.500 |
| 8      | Shendy Puspa Irawati Meiliana Jauhari   | 7          | 32.400 |
| 9      | Nitya Krishinda Maheswari Greysia Polii | 7          | 32.280 |
| 10     | Jenny Wallwork Gabrielle White          | 10         | 29.220 |

| Gemengd dubbelspel \| Plaats \| Speler \| Toernooien \| Punten \| \| ------ \| ------------------------------------------------- \| ---------- \| ------ \| \| 1 \| Nova Widianto Liliyana Natsir \| 10 \| 61.420 \| \| 2 \| Lee Yong-dae Lee Hyo-jung \| 8 \| 56.860 \| \| 3 \| Joachim Fischer Nielsen Christinna Pedersen \| 7 \| 44.960 \| \| 4 \| Zheng Bo Ma Jin \| 6 \| 44.040 \| \| 5 \| Songphon Anugritayawon Kunchala Voravichitchaikul \| 10 \| 43.100 \| \| 6 \| Ko Sung Hyun Ha Jung Eun \| 9 \| 35.340 \| \| 7 \| Diju V Jwala Gutta \| 10 \| 34.740 \| \| 8 \| He Hanbin Yu Yang \| 6 \| 34.340 \| \| 9 \| Devin Lahardi Fitriawan Lita Nurlita \| 9 \| 33.960 \| \| 10 \| Sudket Prapakamol Saralee Thoungthongkam \| 8 \| 33.120 \| |                                                   |            |        |
| Plaats | Speler                                            | Toernooien | Punten |
| 1 | Nova Widianto Liliyana Natsir                     | 10         | 61.420 |
| 2 | Lee Yong-dae Lee Hyo-jung                         | 8          | 56.860 |
| 3 | Joachim Fischer Nielsen Christinna Pedersen       | 7          | 44.960 |
| 4 | Zheng Bo Ma Jin                                   | 6          | 44.040 |
| 5 | Songphon Anugritayawon Kunchala Voravichitchaikul | 10         | 43.100 |
| 6 | Ko Sung Hyun Ha Jung Eun                          | 9          | 35.340 |
| 7 | Diju V Jwala Gutta                                | 10         | 34.740 |
| 8 | He Hanbin Yu Yang                                 | 6          | 34.340 |
| 9 | Devin Lahardi Fitriawan Lita Nurlita              | 9          | 33.960 |
| 10 | Sudket Prapakamol Saralee Thoungthongkam          | 8          | 33.120 |